# Bulbul à couronne grise
Xanthomixis cinereiceps · Farifotra à tête grise
Espèce
Statut de conservation UICN

 NT  : Quasi menacé
Le Bulbul à couronne grise (Xanthomixis cinereiceps), également appelé Farifotra à tête grise, est une espèce de passereaux de la famille des Bernieridae.

## Répartition
Cet oiseau est endémique de Madagascar.

## Systématique
Le nom valide complet (avec auteur) de ce taxon est Xanthomixis cinereiceps (Sharpe, 1881).
L'espèce a été initialement classée dans le genre Oxylabes sous le protonyme Oxylabes cinereiceps Sharpe, 1881.
Ce taxon porte en français les noms vernaculaires ou normalisés suivants : Farifotra à tête grise, Bulbul à couronne grise,.
Xanthomixis cinereiceps a pour synonymes :
- Oxylabes cinereiceps Sharpe, 1881
- Bernieria cinereiceps (Sharpe, 1881)
- Phyllastrephus cinereiceps cinereiceps
- Phyllastrephus cinereiceps (Sharpe, 1881)